# 비바 라 밤
비바 라 밤(Viva La Bam)은 MTV에서 2003년 10월 26일부터 2005년 8월 14일까지 방영된 잭애스의 스핀 오프 작품이다.

## 같이 보기
- CKY